# امیرحسین طهرانچی
امیرحسین تهرانچی/طهرانچی در ۲۵ بهمن در پی اصابت گلوله در تهران جان باخت. پیکر وی توسط نیروهای امنیتی ربوده شد و در ۴ اسفند تحت تدابیر امنیتی بالا در بهشت زهرا در قطعه ۳۰۱ ردیف۶۳ و شماره۷۳ به خاک سپرده شد.

خبر کشته شدن این جوان ۲۲ ساله را دوستان وی منتشر کرده و در ادامه آورده‌اند: 
«متأسفانه با تهدیدات بسیار وسیع وزارت اطلاعات و سپاه، و نیز دستگیری برادر این شهید سبز، تعهدی مبنی بر عدم اطلاع‌رسانی خانواده وی به رسانه‌ها می‌گیرند و در شرایط فوق امنیتی و با بستن و تعطیلی چند ساعته غسالخانه بهشت زهرا، و با حضور مأموران بسیار زیاد اطلاعاتی و لباس‌شخصی، خانواده این شهید حتی بدون باز کردن کفن و دیدن عزیز از دست رفته‌شان، این عزیز، توسط خود مأمورین، در قطعه ۳۰۱ به خاک سپرده می‌شود. لازم است ذکر شود که به خانواده این شهید گفته شده اگر صحبتی از این شهید به میان آورده شود، جنازه برادر وی نیز به همین منوال تحویل خانواده‌اش خواهد شد.»

## تکذیب خبر کشته‌شدن
پس از ادعای برخی رسانه‌های مخالف حکومت ایران مبنی بر کشته شدن امیرحسین تهرانچی در ۲۵ بهمن شخصی با نامی متفاوت اعلام کرد که وی ایشان و زنده هست. از سوی دیگر عباس جعفری دولت‌آبادی دادستان عمومی و انقلاب تهران گفت که تهرانچی در آن روز به‌طور عادی فوت کرده‌است. شایان ذکر است که اکنون اطلاعات این فرد با تغییر تاریخ فوت در تارنمای بهشت زهرا موجود می‌باشد. علی‌رغم ثبت تاریخ ۲۵ بهمن به عنوان تاریخ وفات بر پلاک فلزی اولیه، سنگ قبر وی اکنون تاریخ ۲۹ بهمن را نشان می‌دهد.